# Johann Christian Gotthelf Schinke
Johann Christian Gotthelf Schinke (auch Johann Christian Gotthelf Schincke; * 21. Dezember 1782 in Querfurt; † 20. November 1839 in Wispitz) war ein deutscher lutherischer Geistlicher und Schriftsteller. 

## Leben
Schinke absolvierte das Stiftsgymnasium in Zeitz. Zu Ostern 1799 begann er sein Studium der Theologie an der Universität Leipzig. Daneben widmete er sich den klassischen Sprachen und deren Literatur. Um das Studium vollenden zu können, war er gezwungen eine Hauslehrerstelle anzunehmen. 1806 bestand er das theologische Examen. Wann seine Promotion zum Dr. phil. erfolgte, ist nicht bekannt.
Schinke erhielt 1806 eine Anstellung als Pastor in Wispitz. Hier wirkte er bis zu seinem Lebensende. 1811 wurde ihm zudem das Predigeramt zu Wedlitz übertragen. Neben seinen seelsorgerischen Tätigkeiten widmete er sich weiteren Studien. Außerdem war er Mitarbeiter an der Allgemeinen Encyclopädie der Wissenschaften und Künste. Später bearbeitete er das Werk von Gustav Friedrich Dinter.

## Werke (Auswahl)
- Metakritischen Beobachtungen über die einzuführende neue preußische Agende, Leipzig 1824.
- Vollständige und geordnete Sammlung biblischer Denksprüche für Confirmanden, mit der Archäologie der Confirmation, Halle an der Saale 1825.
- Jesus Christus oder das Evangelium in frommen Gaben ausgezeichneter deutscher Dichter, Halle an der Saale 1826.
- Dinter’s Ansichten und Bilder des Heiligen, Wahren und Schönen, 2 Bände, Wagner, Neustadt an der Orla 1833.
- Zeitgemäße Christgaben als Beilagen zum Umbau der vergleichenden Homiletik, 2 Bände, Wagner, Neustadt an der Orla 1833–1834.
- Herausgabe der 2. Auflage Gustav Friedrich Dinters: Schullehrerbibel. 9 Bände, Wagner, Neustadt an der Orla 1834–1837.